# 촐라의 스리위자야 침공
1025년, 촐라 제국의 황제 라젠드라 1세(Rajendra I)는 해군을 이용하여 동남아시아 도서부에 있었던 스리비자야(Srivijaya)를 침공하였다. 라젠드라 1세의 해외 원정은 인도 역사에서 드문 것이었으며, 라젠드라 1세는 다른 동남아시아 국가와는 평화로운 관계를 가지고 있었다. 오늘날 인도네시아(Indonesia)와 말레이반도(Malay Peninsula)의 일부 지역은 라젠드라 1세의 침공을 받았다. 촐라의 침공으로 마니그라맘(Manigramam), 아이야볼레(Ayyavole), 아인누루바르(Ainnurruvar) 등 타밀인(Tamil) 상인 집단의 동남아시아 확장이 이뤄졌다. 촐라의 침공은 스리위자야의 샤일렌드라 왕조(Sailendra Dynasty)의 멸망을 가져왔으며,동시에 1025년 수마트라(Sumatra)의 불교학파 아티사(Atiśa)가 인도와 티베트로 귀환하였다.

## 배경
인도와 동남아시아 일대 역사에서 공통적으로 나타나는 서사에 의하면, 고대 인도와 인도네시아 일대 지역은 우호적이고 평화로운 관계를 맺고 있었기에, 촐라의 스리비자야 침공은 매우 독특한 사건이었다. 9-10세기, 스리비자야는 벵골(Bengal)의 팔라 제국(Pala Empire)와 친밀한 관계를 가지고 있었으며, 860년 작성된 날란다 비문(Nalanda inscription)에는 스리비자야 마하라자(Maharaja) 발라푸트라(Balaputra)가 팔라 제국 날란다 마하비하라(Nalanda Mahavihara)에 수도원 하나를 헌정하였다고 기록되어 있다. 라자라자 1세(Rajaraja I) 통치 시기 동안 스리비자야와 촐라 왕조의 관계는 우호적이었다. 1006년, 사일렌드라 출신 스리비자야 마하라자인 마라비자야퉁아바르만(Maravijayattungavarman)은 나가파티남(Nagapattinam) 항구에 수도원 추다마니 비하라(Chudamani Vihara)를 건설하였다. 그러나 라젠드라 1세 통치기에는 스리비자야 침공으로 양자 관계는 악화되었다.
촐라 왕조는 해적 행위와 해외 교역으로 수익을 올리고 있었다. 촐라의 항해는 동남아시아 지역까지 철저히 약탈하고 정복하였다. 스리비자야는 주요 해군 요충지인 말라카 해협(Malacca Strait)과 순다 해협(Sunda Strait)을 통제하였고, 이때에는 상당한 해군력을 갖춘 교역 제국(trading empire)이었다. 말라카 해협의 북서부 해로는 말레이 반도 쪽에는 케다(Kedah)가 통제하였고 수마트라섬 쪽에는 판나이(Pannai)가 통제하였다. 한편 멜라유 왕국(Melayu Kingdom) 잠비(Jambi)와 팔렘방(Palembang)은 말라카 해협 동남부 해로와 순다 해협을 통제하였다. 이들은 해군 교역을 독점하였고, 이로 인해 수로를 통과하는 교역선이 항구를 방문하거나 약탈당하였다.
이 해외 원정의 동기는 불분명하다. 역사학자 닐라칸타 사스트리(Nilakanta Sastri)는 이 공격이 스리비자야가 촐라의 동방 교역 특히 중국 교역을 방해하려는 시도에서, 혹은 라젠드라 1세가 자신의 '디그비자야(digvijaya,  마드바Madhva·산카라Sankara·차이타냐Chaitanya·발라바Vallabha 네 지역의 원정)'를 바다 건너 나라들까지 확장하여 이러한 나라들을 잘 알고 있는 촐라 백성들에게 자신의 위엄을 드날리려고 하는 욕심에서 기인한 것이라고 주장하였다. 다른 이론에 의하면 침공 원인은 지정학적 외교적 관계에 의한 것이라고 본다. 크메르 제국(Khmer Empire) 국왕 수리야바르만 1세(Suryavarman I)는 탐브라링가(Tambralinga) 원정에 필요한 도움을 라젠드라 1세에게 요청하였다. 수리야바르만 1세와 라젠드라 1세의 동맹을 안 탐브라링가 왕국은 스리비자야 국왕 상라마 비자야퉁가바르만(Sangrama Vijayatunggavarman)에게 도움을 요청하였다.

## 침공
촐라의 침공은 스리비자야가 대비하지 못할 만큼 신속하게 이뤄졌다. 게다가 당시 11세기에 촐라 해군은 보강되었지만 스리비자야의 해군력은 상대적으로 약하였다. 인도에서 인도네시아 섬들로 항해하기 위하여, 인도 선박들은 동쪽으로 벵골만(Bay of Bengal)을 가로질러 아체(Aceh)의 라무리(Lamuri) 혹은 말레이반도의 케다(Kedah) 항구에 들른 후에 말라카 해협으로 들어가야 했다. 그러나 촐라 해군은 수마트라 서안으로 곧바로 항해하였다. 수마트라 북부 서안에 위치한 바루스(Barus) 항구는 당시 타밀 교역 조합에 속하였고, 인도양(Indian Ocean) 항해가 끝난 이후 물자와 식량을 재공급하기 위한 항구의 역할을 하였다. 이후 촐라 해군은 수마트라 서안을 따라 남쪽으로 항해하였고 순다해협으로 항해하였다. 스리비자야 해군은 케다와 말라카해협 북서부 입구 주변 지역을 보호하였고, 촐라 군대가 남쪽 순다해협으로부터 올라온다는 것을 완전히 몰랐다. 최초로 약탈당한 스리비자야의 도시는 바로 수도인 팔렘방(Palembang)이었다. 예상치 못한 공격으로 인해 촐라 군대는 팔렘방을 약탈하였고, '카다투안(Kadatuan, 동남아시아 도서부에 있었던 준자치 도시국가)'의 왕궁과 수도원들을 약탈하였다. 타밀어로 된 탄자부르 비문(Thanjavur inscription)에는 라젠드라 1세가 상라마 비자야퉁가바르만(Sangrama Vijayatunggavarman)을 생포하였고, 스리비자야의 보석으로 치장된 화려한 개선문(war gate)인 비드야다라 토라나(Vidhyadara Torana) 등 엄청난 보물을 노획하였다.
촐라 군대는 빨리 움직이면서 스리비자야의 도시들을 약탈했지만, 이들의 침공은 점령된 도시들에 대한 행정 지배로 이어지진 않았다. 촐라 함대는 동남아시아의 몬순(monsoon)을 타고 한 항구에서 다른 항구로 신속히 움직였던 것으로 보인다. 스리비자야의 만달라(mandala)가 방어를 대비하거나 재조직하거나 원조를 제공하거나 보복하지 못하였다는 점에서, 신속한 이동으로 예상치 못한 공격을 가하는 전술은 촐라의 승리의 비밀이었을 수 있다. 전쟁은 촐라의 승리로 끝났고 스리비자야는 대패하여 스리비자야의 해양 독점은 종결을 고하였다.

## 이후
마하라자 상라마 비자야퉁가바르만이 체포되고 도시 대부분이 파괴되면서, 지도자가 없어진 스리비자야 만달라는 혼돈과 혼란에 빠졌다. 촐라의 침공으로 사일렌드라 왕조의 종말을 고하였다. 15세기 말레이 연대기(Malay Annals)에 의하면, 1025년 원정 성공 이후 라젠드라 1세는 상라마 비자야퉁가바르만의 딸 오낭 키우(Onang Kiu)와 결혼하였다. 이 침공으로 스리비자야는 자바의 카후리판 왕국(Kahuripan kingdom)과 평화 조약을 맺어야 했다. 평화 교섭은 팔렘방의 함락과 파괴로부터 간신히 도망쳐서 동자바(East Java)의 국왕 아이를랑가(Airlangga)의 궁정으로 도주한 스리비자야 공주이자 상라마 비자야퉁가바르만의 딸이 중개하였다. 그녀는 다르마프라사도퉁가데비(Dharmaprasadottungadevi)라는 이름으로 아이를랑가의 왕비가 되었고, 1035년 아이를랑가는 스리비자야스라마(Srivijayasrama)라는 불교 사찰을 지어 왕비에게 헌사하였다.
촐라 침공으로 스리비자야의 헤게모니가 크게 약화되었고, 이로 인해 카후리판 왕국과 계승 국가 케디리 왕국(Kediri kingdom) 등 지역 왕국들이 해안 교역 및 원거리 교역이 아닌 농업에 기반하여 형성되었다. 스리 데바(Sri Deva)는 새로운 왕으로 즉위하였고 교역 활동은 계속되었다. 1028년, 스리 데바는 중국에 사신을 보내었다. 1028년 '삼불제(三佛齊)'가 중국에 사신을 보냈다고 하지만, 이는 팔렘방을 수도로 한 스리비자야가 아니라, 잠비(Jambi)를 수도로 한 멜라유(Melayu)였다.:398, 405 1028년에서 1977년 사이, 어떠한 스리비자야 사절단도 중국에 오지 않았다. 이는 스리비자야의 만달라가 사라졌다는 것을 의미한다. 1025년 스리비자야가 멸망하였던 것으로 보인다.:110 12세기, 중국 문헌에는 여전히 삼불제(三佛齊)가 등장하지만 이는 멜라유 왕국을 의미한다. 이를 입증하듯 중국 문헌에서도 삼불제점비국(三佛齊占卑國)으로 표기되어 있다. 스리비자야(Sriwijaya) 혹은 스리비자야(Srivijaya)에 대하여 언급한 최후의 비문은 1030년 혹은 1031년 세워진 촐라의 탄조르(Tanjore) 비문에서 왔다.:397, 398, 405
스리비자야에 대한 촐라의 지배는 수십 년동안 이뤄졌다. 중국 문헌에는 '삼불제주련국(三佛齊注輦國)'으로 표기하였는데 이는 케다를 칭하는 것으로 보인다. 삼불제주련국은 1077, 1079, 1082, 1088, 1090년에 사절단을 중국에 보냈다. 촐라는 타밀인이 지배하는 말라카 해협에 황태자를 두었던 것으로 보인다.:398, 399, 405
타밀인의 말라카해협 식민화는 한 세기동안 이어졌던 것으로 보인다. 촐라왕국은 수마트라 북부와 말레이반도에 몇몇 비문을 남겼다. 타밀인의 영향은 조각이나 불교 건축 등 예술 작품에서 발견할 수 있으며, 상업보다는 정부 활동이 있었음을 보여준다. 수마트라 북부와 말레이반도에 대한 촐라의 통제는 12세기에 약해졌으며, 1120년경에 지어진 타밀인의 시 칼링아투파라니(Kalingatupparani)에는 쿨로퉁가(Kulottungga)이 카다람(Kadaram) 즉 케다를 파괴하였다는 것이 언급되어 있다. 이후 케다는 인도 문헌에서 사라졌다.:398, 399

## 같이 보기
- 스리비자야 왕국
- 인도문화권
- 촐라 왕조
- 산스크리트화
- 오디샤의 해양사
- 초기 필리핀 국가의 힌두 영
- 인도네시아의 힌두교
- 말레이시아의 힌두교
- 필리핀의 힌두교

## 참고문헌
1. 1 2 3 4 5  Miksic, John N.; Goh, Geok Yian (2017). 《Ancient Southeast Asia》. London: Routledge.
2. 1 2 3  Munoz, Paul Michel (2006). 《Early Kingdoms of the Indonesian Archipelago and the Malay Peninsula》. Singapore: Editions Didier Millet. ISBN 981-4155-67-5.
3. ↑  Nagapattinam to Suvarnadwipa: Reflections on the Chola Naval Expeditions to Southeast Asia by Hermann Kulke,K Kesavapany,Vijay Sakhuja p.170
4. ↑  Trade and Trade Routes in Ancient India  by Moti Chandra p.214
5. ↑  Buddhism, Diplomacy, and Trade: The Realignment of Sino-Indian Relations 600-1400 by Tansen Sen p.159
6. ↑  Power and Plenty: Trade, War, and the World Economy in the Second Millennium  by Ronald Findlay,Kevin H. O'Rourke p.69
7. ↑  Wink, André, Al-Hind: The Making of the Indo-Islamic World, Vol. I, Early Medieval India and the Expansion of Islam: 7th-11th centuries, p.325, ISBN 978-0391041738
8. ↑  Ancient Indian History and Civilization  by Sailendra Nath Sen p.564
9. ↑  Atisa and Tibet: Life and Works of Dipamkara Srijnana  by  Alaka Chattopadhyaya p.91
10. 1 2 3  Kulke, Hermann; Kesavapany, K.; Sakhuja, Vijay, 편집. (2009). 《Nagapattinam to Suvarnadwipa: Reflections on Chola Naval Expeditions to Southeast Asia》. Institute of Southeast Asian, 2009. 1쪽. ISBN 9789812309372. 2012년 4월 23일에 확인함.
11. ↑  Sastri, K. A. Nilakanta (1935). 《The CōĻas》. University of Madras. 219–220쪽.
12. ↑  Power and Plenty: Trade, War, and the World Economy in the Second Millennium  by Ronald Findlay, Kevin H. O'Rourke p.67
13. ↑  Craig A. Lockard (2006년 12월 27일). 《Societies, Networks, and Transitions: A Global History》. Cengage Learning. 367쪽. ISBN 0618386114. 2012년 4월 23일에 확인함.
14. ↑  Heng, Derek (October 2013). “State formation and the evolution of naval strategies in the Melaka Straits, c. 500-1500 CE”. 《Journal of Southeast Asian Studies》 44 (3): 380–399. doi:10.1017/S0022463413000362. S2CID 161550066.
15. 1 2 3  Kenneth R. Hall (October 1975), "Khmer Commercial Development and Foreign Contacts under Sūryavarman I", Journal of the Economic and Social History of the Orient 18 (3), pp. 318-336, Brill Publishers
16. 1 2  R. C. Majumdar (1961), "The Overseas Expeditions of King Rājendra Cola", Artibus Asiae 24 (3/4), pp. 338-342, Artibus Asiae Publishers
17. ↑  Heng, Derek (2013). “State formation and the evolution of naval strategies in the Melaka Straits, c. 500-1500 CE”. 《Journal of Southeast Asian Studies》 44 (3): 385. doi:10.1017/S0022463413000362. ISSN 0022-4634. JSTOR 43863212. S2CID 161550066.
18. 1 2 3  Munoz, Paul Michel (2006). 《Early Kingdoms of the Indonesian Archipelago and the Malay Peninsula》. Singapore: Editions Didier Millet. 163쪽. ISBN 981-4155-67-5.
19. ↑  Southeast Asia: Past and Present by D.R. Sardesai p.43
20. ↑  Early kingdoms of the Indonesian archipelago and the Malay Peninsula by Paul Michel Munoz p.161
21. ↑  Buddhism, Diplomacy, and Trade: The Realignment of Sino-Indian Relations by Tansen Sen p.226
22. ↑  Nagapattinam to Suvarnadwipa: Reflections on the Chola Naval Expeditions to by Hermann Kulke, K Kesavapany, Vijay Sakhuja p.71
23. ↑  Miksic, John M. (2013). 《Singapore and the Silk Road of the Sea, 1300-1800》. NUS Press. ISBN 9789971695583.